# 宗道村
宗道村（そうどうむら）は茨城県結城郡に属していた村。現在の下妻市の南部にあたる。

## 地理
現在の下妻市の南部、旧千代川村の中部に位置する。
- 河川 ： 鬼怒川

## 歴史

### 村名の由来
旧本宗道村、新宗道村が地域の中心地だったことによる。

### 年表
- 1889年（明治22年）4月1日 - 町村制の施行により、豊田郡宗道村が発足。
- 1913年（大正2年）11月1日 - 常総鉄道（現在の常総線）が開業。
- 1954年（昭和29年）10月1日 - 玉村の一部（羽子・原）を編入。
- 1955年（昭和30年）1月1日 - 蚕飼村、大形村と合併し千代川村が発足。同日宗道村廃止。

### 行政区域変遷
- 変遷の年表

| 宗道村村域の変遷（年表） | 宗道村村域の変遷（年表） | 宗道村村域の変遷（年表） |
| 年                       | 月日                     | 旧宗道村域に関連する行政区域変遷 |
| ------------------------ | ------------------------ | --- |
| 1889年（明治22年）       | 4月1日                   | 町村制施行により、以下の町村がそれぞれ発足。 - 豊田郡 - 宗道村 ← 田下村・下栗村・本宗道村・新宗道村・渋田村・伊古立村・長萱村・唐崎村・見田村 - 玉村 ← 羽子村・小保川村・原宿村・若宮戸村・原村 |
| 1896年（明治29年）       | 4月1日                   | 豊田郡は岡田郡とともに結城郡に編入。 |
| 1954年（昭和29年）       | 10月1日                  | 宗道村は玉村の一部（羽子・原）を編入。 |
| 1955年（昭和30年）       | 1月1日                   | 宗道村は蚕飼村、大形村とともに合併し千代川村が発足。宗道村は消滅。 |
| 2006年（平成18年）       | 1月1日                   | 千代川村は下妻市に編入され、消滅。 |

- 変遷表

| 千代川村域の変遷表 | 千代川村域の変遷表 | 千代川村域の変遷表 | 千代川村域の変遷表 | 千代川村域の変遷表          | 千代川村域の変遷表           | 千代川村域の変遷表      | 千代川村域の変遷表          | 千代川村域の変遷表 |
| 1868年 以前        | 1868年 以前        | 1868年 以前        | 明治22年 4月1日    | 明治22年 - 昭和19年         | 昭和20年 - 昭和64年          | 昭和20年 - 昭和64年     | 平成元年 - 現在             | 現在               |
| ------------------ | ------------------ | ------------------ | ------------------ | --------------------------- | ---------------------------- | ----------------------- | --------------------------- | ------------------ |
| 豊田郡             |                    | 田下村             | 宗道村             | 明治29年4月1日 結城郡に編入 | 宗道村                       | 昭和30年1月1日 千代川村 | 平成18年1月1日 下妻市に編入 | 下妻市             |
| 豊田郡             | 下栗村             |                    | 宗道村             | 明治29年4月1日 結城郡に編入 | 宗道村                       | 昭和30年1月1日 千代川村 | 平成18年1月1日 下妻市に編入 | 下妻市             |
| 豊田郡             | 本宗道村           |                    | 宗道村             | 明治29年4月1日 結城郡に編入 | 宗道村                       | 昭和30年1月1日 千代川村 | 平成18年1月1日 下妻市に編入 | 下妻市             |
| 豊田郡             | 新宗道村           |                    | 宗道村             | 明治29年4月1日 結城郡に編入 | 宗道村                       | 昭和30年1月1日 千代川村 | 平成18年1月1日 下妻市に編入 | 下妻市             |
| 豊田郡             | 渋田村             |                    | 宗道村             | 明治29年4月1日 結城郡に編入 | 宗道村                       | 昭和30年1月1日 千代川村 | 平成18年1月1日 下妻市に編入 | 下妻市             |
| 豊田郡             | 伊古立村           |                    | 宗道村             | 明治29年4月1日 結城郡に編入 | 宗道村                       | 昭和30年1月1日 千代川村 | 平成18年1月1日 下妻市に編入 | 下妻市             |
| 豊田郡             | 長萱村             |                    | 宗道村             | 明治29年4月1日 結城郡に編入 | 宗道村                       | 昭和30年1月1日 千代川村 | 平成18年1月1日 下妻市に編入 | 下妻市             |
| 豊田郡             | 唐崎村             |                    | 宗道村             | 明治29年4月1日 結城郡に編入 | 宗道村                       | 昭和30年1月1日 千代川村 | 平成18年1月1日 下妻市に編入 | 下妻市             |
| 豊田郡             | 見田村             |                    | 宗道村             | 明治29年4月1日 結城郡に編入 | 宗道村                       | 昭和30年1月1日 千代川村 | 平成18年1月1日 下妻市に編入 | 下妻市             |
| 豊田郡             |                    | 羽子村             | 玉村の 一部        | 明治29年4月1日 結城郡に編入 | 昭和29年10月1日 宗道村に編入 | 昭和30年1月1日 千代川村 | 平成18年1月1日 下妻市に編入 | 下妻市             |
| 豊田郡             | 原村               |                    | 玉村の 一部        | 明治29年4月1日 結城郡に編入 | 昭和29年10月1日 宗道村に編入 | 昭和30年1月1日 千代川村 | 平成18年1月1日 下妻市に編入 | 下妻市             |

## 大字
- 田下（たげ）
- 下栗（しもぐり）
- 本宗道（ほんそうどう）
- 新宗道（しんそうどう）
- 渋田（しぶだ）
- 伊古立（いごだつ）
- 長萱（おさがや）
- 唐崎（からさき）
- 見田（みた）
- 羽子（はねご）
- 原（はら）

## 村長
- 松村脩平

## 人口・世帯

### 人口
総数 [単位： 人]
| 1891年（明治24年） | 2,292 |
| 1920年（大正 9年） | 2,543 |
| 1935年（昭和10年） | 2,744 |
| 1950年（昭和25年） | 3,446 |
| 1953年（昭和28年） | 3,382 |

### 世帯
総数 [単位： 世帯]
| 1920年（大正 9年） | 506 |
| 1935年（昭和10年） | 502 |
| 1950年（昭和25年） | 604 |
| 1953年（昭和28年） | 600 |

## 交通

### 鉄道
- 常総鉄道 → 常総筑波鉄道（ → 関東鉄道）
  - ■ 常総線
    - 宗道駅